# 俄罗斯爱乐乐团
俄罗斯爱乐乐团（俄语：Русский филармонический оркестр）是一支位于莫斯科的管弦乐团，1992年由俄罗斯华裔作曲家左贞观创建。乐团和拿索斯唱片、德意志留声机等公司合作发布了不少唱片。